# ジャレッド・ポリス
ジャレッド・シュッツ・ポリス（英語: Jared Schutz Polis、1975年5月12日 - ）は、アメリカ合衆国の政治家、起業家、慈善家。第43代コロラド州知事を務めている。ゲイを公表して当選した初の州知事で、またLGBTと公表して当選した2人目の州知事。またコロラド州知事に選ばれた初めてのユダヤ系アメリカ人でもある。

## 人物

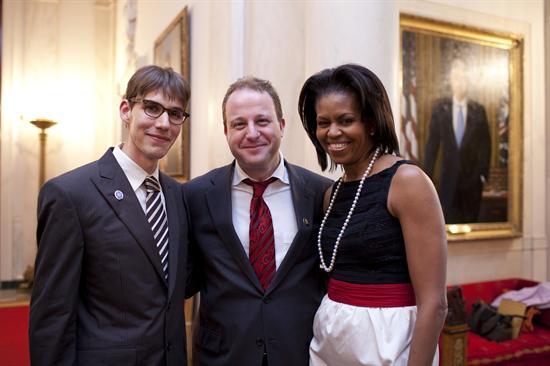
パートナーのマーロン・レイス (左) とミシェル・オバマ

1975年5月12日にコロラド州ボルダーのボルダーコミュニティ病院で、グリーティングカード及び書籍出版社のブルーマウンテンアーツの創設者であるスティーブン・シュッツとスーザン・ポリス・シュッツの息子として誕生した。高校生の時にカリフォルニア州サンディエゴに移り、ラホーヤ・カントリー・デイスクールを成績で複数の称号をとり卒業した。プリンストン大学では政治学で学士号を取得した。
在学中から様々な起業をスタートアップさせて売却してきた。大学在学中にインターネットアクセスプロバイダーのアメリカン・インフォーメション・システムズ（AIS）を共同設立して売却し、無料の電子グリーティングカードのWebサイトのbluemountain.com（ブルーマウンテンドットコム）を共同設立し、株で4億3000万ドル、現金で3億5000万ドルで売却した。
1996年にプリンストン大学を卒業後も様々なスタートアップに関わり、中でもインターネットを活用した花のデリバリーサービスの企業「ProFlowers」（プロフラワーズ）を立ち上げ、後に2003年12月17日にPRVDの社名でナスダックに上場し、4億7700万ドルで売却した。
2000年に教育委員に選出された。
2009年に生まれ故郷のコロラド州から民主党の下院議員に選出される。インターネットの中立性を擁護する政策、超党派のブロックチェーン部会を立ち上げ、ブロックチェーン技術の拡大と、非干渉型の規制導入をめざした。ジャレッドは下院議員を5期務めた。議会での在職期間中、ポリスは議会の最も裕福なメンバーの1人であり、純資産は3億ドル以上と推定されている。
2018年11月6日のアメリカの中間選挙では36州で州知事選挙が行われた。選挙戦では自分が同性愛者であることをオープンに語り、共和党のウォーカー・ステープルトン候補との違いを打ち出して選挙戦を戦い、勝利。ジャレッドはアメリカ初のオープンリー・ゲイの州知事となり日本でも話題となった。
2019年の就任演説で、「私たちの国では今、分断と民族主義が広がっています。しかしこのコロラド州で、私たちは違う道を選んだのです」と語った。2022年11月8日の州知事選挙では共和党候補で起業家のハイディ・ガナールを下し再選。

### 私生活
私生活ではパートナーのマーロン・レイスとの間に息子と娘がいる。2011年に息子が生まれ、代理出産か養子かどうかは公表されていないが、ポリスは同性愛者で親となった初の議員となる。また2014年に娘を迎える。議員知事選挙の選挙期間中は公式的な結婚はしていないが、レイスはコロラド州のファースト・ジェントルマンとなると発表した。親として就学前教育の平等などにも取り組んでいる。
2020年12月、17年間連れ添ったパートナーで動物の権利擁護活動家兼ライターのレイスが新型コロナウイルスで入院する際、ポリスがプロポーズしたことが記事となった。2021年09月15日に正式に挙式し結婚した。アメリカで、現職の知事が同性パートナーと結婚するのは初めてとなる。

### 死刑廃止
2020年3月23日にコロラド州の死刑制度廃止法案に署名し、アメリカで22番目の死刑廃止州となった。